# Holodictya pudita
Holodictya pudita är en insektsart som beskrevs av Gerstaecker 1895. Holodictya pudita ingår i släktet Holodictya och familjen lyktstritar. Inga underarter finns listade i Catalogue of Life.